# Paul Bukmakowski
Paul Bukmakowski (* 16. Mai 1872 in Borgfeld; † im 20. Jahrhundert) war ein deutscher Politiker (KPD).
Bukmakowski besuchte die Volksschule und arbeitete dann in der Weichsel- und Haffschiffahrt. Seinen Militärdienst leistete er als Dreijährig-Freiwilliger in der 1. Matrosendivision ab. Danach lebte er in Schichau und arbeitete zunächst ein halbes Jahr bei der Hasanstalt und dann 12 Jahre an der Danziger Werft. 1919 wurde er selbstständiger Kleinbauer. 
In der Freien Stadt Danzig schloss er sich der KPD an und war für diese Arbeiterrat Kreistagsabgeordneter und 1923 bis 1927 Mitglied im Volkstag.